# افیونیه
افیونیه (همچنین:تریاکیه و وافوریه) به گونه‌ای نظم یا نثری گفته می‌شود که به طنز یا جد در مدح یا ذم تریاک یا دیگر مواد مخدر سروده و نوشته شده باشد.

## در ادبیات فارسی
شمار افیونیه‌ها در ادبیات فارسی، پس از دورهٔ مشروطیت از پیش از آن، بیشتر است. افزایش مصرف مواد مخدر در ایران، موجب شد تذکره‌نویسان هم به اعتیاد شاعران اشاره کنند. میرزا طاهر نصرآبادی در سدهٔ یازدهم قمری در کتابش، شماری از شاعران و نویسندگان دورانش را که معتاد بودند را معرفی کرده است. غلامرضا روحانی در بیتی سروده : 
| به شب‌نشینی افیونیان بَرَم حسرت |  | که نقل مجلسشان حبه‌های تریاک است |